# Deon Burton
Deon John Burton (ur. 25 października 1976 w Reading) – piłkarz jamajski grający na pozycji napastnika.

## Kariera klubowa
Burton urodził się w Reading. Jego matka pochodzi z Anglii, a ojciec z Jamajki. Karierę piłkarską rozpoczął w Portsmouth F.C. W 1993 roku został włączony do kadry pierwszej drużyny, a 1 października 1994 roku zadebiutował w Division One w przegranym 1:2 domowym spotkaniu z Grimsby Town. W sezonie 1994/1995 strzelił swoje dwa pierwsze gole w dorosłym futbolu, a w sezonie 1995/1996 był już podstawowym zawodnikiem "The Pompeys". Latem 1996 Deon został na pół roku wypożyczony do Cardiff City.
Latem 1997 Burton został sprzedany za milion funtów do beniaminka Premiership, Derby County. W angielskiej ekstraklasie swój pierwszy mecz zaliczył 9 sierpnia przeciwko Blackburn Rovers (0:1). Dla Derby strzelił 3 gole i pomógł zespołowi w utrzymaniu, a w sezonie 1998/1999 zaliczył 9 trafień, ale na początku 1999 roku na krótko wypożyczono go do Barnsley F.C. z Division One. Natomiast w kolejnych dwóch sezonach Deon zdobywał odpowiednio 4 i 5 goli w rozgrywkach Premiership. Z czasem stracił jednak miejsce w składzie Derby i był rezerwowym. W 2002 roku wypożyczono go do Stoke City, grającego w Division Two, a latem do Portsmouth.
12 grudnia 2002 Burton został wykupiony przez swój macierzysty klub, który zapłacił za niego 75 tysięcy funtów. Walczył o miejsce w składzie ze Swetosławem Todorowem, Markiem Burchillem czy Yakubu Aiyegbenim, a w trakcie sezonu 2003/2004 trafił na wypożyczenie do Walsall F.C., a następnie do Swindon Town z Division Two.
W lipcu 2004 Burton odszedł na zasadzie wolnego transferu do Brentford F.C. Zdobył 10 goli na boiskach League One, a po sezonie został piłkarzem Rotherham United, dla którego przez sezon zaliczył 12 trafień. 1 stycznia 2006 roku przeszedł do Sheffield Wednesday i tym samym powrócił na boiska Championship. W sezonie 2006/2007 zdobył 12 bramek, a w 2007/2008 - 7.
27 listopada 2008 Burton został wypożyczony do Charlton Athletic, a 2 stycznia 2009 wykupiony przez ten klub na stałe. W Charltonie grał do końca sezonu 2009/2010. Następnie, do 2012 roku występował w azerskim klubie Qabala FK. Potem wrócił do Anglii, gdzie grał w zespołach niższych lig – Gillingham, Scunthorpe United, York City, Eastleigh, Brackley Town oraz Worcester City. W 2016 roku zakończył karierę.

## Kariera reprezentacyjna
W reprezentacji Jamajki Burton zadebiutował w 1997 roku, kiedy zdecydował się reprezentować kraj swoich przodków. Rok później został powołany przez selekcjonera René Simõesa do kadry na Mistrzostwa Świata we Francji. Tam zagrał we wszystkich trzech spotkaniach "Reggae Boyz": przegranych 1:3 z Chorwacją i 0:5 z Argentyną oraz wygranym 2:1 z Japonią.